# Дискография Нюши
Дискография российской поп-певицы Нюши включает в себя три студийных альбома, сорок один сингл (двенадцать совместных и три записанных как при участии) и тридцать четыре видеоклипа (в том числе два рекламных).
17 февраля 2009 года вышел дебютный сингл «Вою на луну». Восемь песен Нюши («Не перебивай», «Выбирать чудо», «Больно», «Выше», «Воспоминание», «Наедине», «Только» и «Цунами») достигли первого места в чарте TopHit, а сингл «Ночь» вошёл в десятку лучших и достиг второго места. На протяжении четырёх лет (2011—2014) являлась самой ротируемой исполнительницей на радиостанциях России.

## Альбомы

### Студийные альбомы
| Название      | Информация                                                                                                 |
| ------------- | --- |
| Выбирать чудо | - Выпущен: 11 ноября 2010 - Лейбл: Gala Records - Форматы: CD, DVD, цифровая дистрибуция                   |
| Объединение   | - Дата выхода: 22 апреля 2014 - Лейбл: Первое музыкальное издательство - Форматы: CD, цифровая дистрибуция |
| Solaris Es    | - Дата выхода: 16 октября 2020 - Лейбл: Nyusha - Форматы: цифровая дистрибуция                             |

## Синглы
| Название                                                                                           | Альбом                            | Год  | Наивысшая позиция в чарте | Наивысшая позиция в чарте | Наивысшая позиция в чарте | Наивысшая позиция в чарте | Наивысшая позиция в чарте | Наивысшая позиция в чарте | Наивысшая позиция в чарте | Наивысшая позиция в чарте | Наивысшая позиция в чарте         | Наивысшая позиция в чарте       | Наивысшая позиция в чарте | Наивысшая позиция в чарте | Наивысшая позиция в чарте | Наивысшая позиция в чарте |
| Название                                                                                           | Альбом                            | Год  | СНГ                       | Москва                    | С.-Петербург              | Украина                   | Киев                      | Чарт по заявкам           | Годовой                   | Латвия                    | Золотой Граммофон (Русское Радио) | Российский чарт цифровых треков | Годовой (цифровой)        | VK Музыка                 | Яндекс Музыка             | Apple Music               |
| -------------------------------------------------------------------------------------------------- | --------------------------------- | ---- | ------------------------- | ------------------------- | ------------------------- | ------------------------- | ------------------------- | ------------------------- | ------------------------- | ------------------------- | --------------------------------- | ------------------------------- | ------------------------- | ------------------------- | ------------------------- | ------------------------- |
| «Вою на луну»                                                                                      | Выбирать чудо                     | 2009 | 37                        | 33                        | 18                        | —                         | 44                        | 14                        | 96                        | 11                        | 15                                | —                               | —                         | ×                         | ×                         | ×                         |
| «Не перебивай»                                                                                     | Выбирать чудо                     | 2010 | 1                         | 5                         | 6                         | —                         | 14                        | 1                         | 35                        | —                         | 12                                | 3                               | 10                        | ×                         | ×                         | ×                         |
| «Выбирать чудо»                                                                                    | Выбирать чудо                     | 2010 | 1                         | 1                         | 1                         | 4                         | 4                         | 1                         | 8                         | 7                         | 1                                 | 1                               | 5                         | ×                         | ×                         | ×                         |
| «Plus Près (We Can Make It Right)» (совместно с Gilles Luka)                                       | Ici Ensemble (альбом Gilles Luka) | 2010 | 62                        | 88                        | 55                        | —                         | —                         | 132                       | —                         | —                         | —                                 | —                               | —                         | ×                         | ×                         | ×                         |
| «Больно»                                                                                           | Выбирать чудо                     | 2011 | 1                         | 4                         | 3                         | 3                         | 3                         | 6                         | 6                         | 5                         | 8                                 | 1                               | 11                        | ×                         | ×                         | ×                         |
| «Выше»                                                                                             | Выбирать чудо                     | 2011 | 1                         | 1                         | 1                         | 3                         | 1                         | 1                         | 6                         | 7                         | 2                                 | 1                               | 19                        | ×                         | ×                         | ×                         |
| «Воспоминание»                                                                                     | Объединение                       | 2012 | 1                         | 4                         | 1                         | 1                         | 1                         | 1                         | 3                         | 11                        | 1                                 | 1                               | 3                         | ×                         | ×                         | ×                         |
| «Это Новый год»                                                                                    | Объединение                       | 2012 | 22                        | 75                        | —                         | 6                         | 11                        | 1                         | —                         | —                         | —                                 | —                               | —                         | ×                         | ×                         | ×                         |
| «Наедине»                                                                                          | Объединение                       | 2013 | 1                         | 3                         | 1                         | 3                         | 2                         | 1                         | 3                         | 9                         | 1                                 | —                               | 3                         | ×                         | ×                         | ×                         |
| «Только»                                                                                           | Объединение                       | 2014 | 1                         | 5                         | 1                         | 10                        | 20                        | 1                         | 10                        | —                         | 1                                 | —                               | 10                        | ×                         | ×                         | ×                         |
| «Цунами»                                                                                           | Объединение                       | 2014 | 1                         | 2                         | 2                         | 12                        | 12                        | 1                         | 4                         | —                         | 1                                 | —                               | 99                        | ×                         | ×                         | ×                         |
| «Где ты, там я»                                                                                    | без альбома                       | 2015 | 13                        | 39                        | 14                        | 45                        | 40                        | 1                         | 80                        | —                         | 1                                 | —                               | —                         | 19                        | 54                        | 21                        |
| «Целуй»                                                                                            | без альбома                       | 2016 | 30                        | —                         | —                         | —                         | —                         | —                         | 118                       | —                         | 3                                 | ×                               | ×                         | ×                         | ×                         | —                         |
| «Тебя любить»                                                                                      | без альбома                       | 2017 | 18                        | —                         | —                         | —                         | —                         | —                         | 109                       | —                         | 6                                 | ×                               | ×                         | ×                         | 2                         | —                         |
| «Не боюсь»                                                                                         | без альбома                       | 2017 | 38                        | —                         | —                         | —                         | —                         | —                         | —                         | —                         | —                                 | ×                               | ×                         | ×                         | ×                         | —                         |
| «Ночь»                                                                                             | без альбома                       | 2018 | 2                         | —                         | —                         | —                         | —                         | —                         | 31                        | —                         | 6                                 | ×                               | ×                         | ×                         | 3                         | 26                        |
| «Goalie Goalie» (совместно с Arash, Pitbull & Blanco)                                              | без альбома                       | 2018 | 170                       | —                         | —                         | —                         | —                         | —                         | —                         | —                         | —                                 | ×                               | ×                         | ×                         | 25                        | 126                       |
| «Таю»                                                                                              | Solaris Es                        | 2018 | 65                        | —                         | —                         | —                         | —                         | —                         | —                         | —                         | —                                 | ×                               | ×                         | 58                        | 23                        | 100                       |
| «Я ищу его»                                                                                        | Solaris Es                        | 2019 | —                         | —                         | —                         | —                         | —                         | —                         | —                         | —                         | —                                 | ×                               | ×                         | —                         | —                         | —                         |
| «Между нами» (совместно с Артёмом Качером)                                                         | Solaris Es                        | 2019 | 219                       | —                         | —                         | —                         | —                         | —                         | —                         | —                         | —                                 | ×                               | ×                         | —                         | 84                        | 102                       |
| «Mr. & Mrs. Smith» (совместно с Егором Кридом)                                                     | 58 (альбом Егора Крида)           | 2020 | 53                        | —                         | —                         | —                         | —                         | —                         | —                         | —                         | —                                 | ×                               | ×                         | 4                         | 16                        | 2                         |
| «Пьяные мысли»                                                                                     | Solaris Es                        | 2020 | 380                       | —                         | —                         | —                         | —                         | —                         | —                         | —                         | —                                 | ×                               | ×                         | —                         | —                         | —                         |
| «Дыши, люби, цени»                                                                                 | Solaris Es                        | 2020 | 350                       | —                         | —                         | —                         | —                         | —                         | —                         | —                         | —                                 | ×                               | ×                         | —                         | —                         | 135                       |
| «Грязные танцы» (совместно с ЛСП)                                                                  | без альбома                       | 2021 | 102                       | —                         | —                         | —                         | —                         | —                         | —                         | —                         | —                                 | ×                               | ×                         | 29                        | —                         | 60                        |
| «Небо знает»                                                                                       | без альбома                       | 2021 | 298                       | —                         | —                         | —                         | —                         | —                         | —                         | —                         | —                                 | ×                               | ×                         | —                         | —                         | —                         |
| «Выбирать чудо» (Remake) (совместно с Arash)                                                       | без альбома                       | 2023 | —                         | —                         | —                         | —                         | —                         | —                         | —                         | —                         | —                                 | ×                               | ×                         | —                         | —                         | —                         |
| «Заново»                                                                                           | без альбома                       | 2023 | 50                        | —                         | —                         | —                         | —                         | —                         | —                         | —                         | 19                                | ×                               | ×                         | —                         | —                         | —                         |
| «Русская девушка»                                                                                  | без альбома                       | 2023 | —                         | —                         | —                         | —                         | —                         | —                         | —                         | —                         | —                                 | ×                               | ×                         | —                         | —                         | —                         |
| «Цунами» (совместно с AUM RAA)                                                                     | без альбома                       | 2024 | —                         | —                         | —                         | —                         | —                         | —                         | —                         | —                         | —                                 | ×                               | ×                         | —                         | —                         | —                         |
| «Сверху вниз»                                                                                      | без альбома                       | 2024 | 86                        | —                         | —                         | —                         | —                         | —                         | —                         | —                         | —                                 | ×                               | ×                         | —                         | —                         | —                         |
| «Bella Hadid» (совместно с Rakhim)                                                                 | без альбома                       | 2024 | —                         | —                         | —                         | —                         | —                         | —                         | —                         | —                         | —                                 | ×                               | ×                         | 48                        | 26                        | 170                       |
| «Wrong Radio»                                                                                      | без альбома                       | 2024 | —                         | —                         | —                         | —                         | —                         | —                         | —                         | —                         | —                                 | ×                               | ×                         | —                         | —                         | —                         |
| «Сильные девочки»                                                                                  | без альбома                       | 2024 | 56                        | —                         | —                         | —                         | —                         | —                         | —                         | —                         | —                                 | ×                               | ×                         | —                         | —                         | —                         |
| «Не перебивай 2.0» (совместно с Ice Lo & ayv1o)                                                    | без альбома                       | 2025 | —                         | —                         | —                         | —                         | —                         | —                         | —                         | —                         | —                                 | ×                               | ×                         | 37                        | 32                        | —                         |
| «Хрусталь» (совместно с Andro)                                                                     | без альбома                       | 2025 | —                         | —                         | —                         | —                         | —                         | —                         | —                         | —                         | —                                 | ×                               | ×                         | —                         | —                         | —                         |
| «Цунами» (совместно с Леонидом Руденко & DILARA)                                                   | без альбома                       | 2025 | —                         | —                         | —                         | —                         | —                         | —                         | —                         | —                         | —                                 | ×                               | ×                         | —                         | —                         | —                         |
| «Непогода» (совместно с ChinKong)                                                                  | без альбома                       | 2025 | 46                        | —                         | —                         | —                         | —                         | —                         | —                         | —                         | —                                 | ×                               | ×                         | —                         | —                         | —                         |
| «Amore»                                                                                            | без альбома                       | 2025 | 90                        | —                         | —                         | —                         | —                         | —                         | —                         | —                         | —                                 | ×                               | ×                         | —                         | —                         | —                         |
| «Не бойся» (совместно с Rakhim)                                                                    | без альбома                       | 2025 | —                         | —                         | —                         | —                         | —                         | —                         | —                         | —                         | —                                 | ×                               | ×                         | —                         | —                         | —                         |
| «Целуй 2.0» (совместно с Rakhim & ayv1o)                                                           | без альбома                       | 2025 | —                         | —                         | —                         | —                         | —                         | —                         | —                         | —                         | —                                 | ×                               | ×                         | 27                        | —                         | —                         |
| «Не бойся 2.0» (совместно с Rakhim & ayv1o)                                                        | без альбома                       | 2025 | —                         | —                         | —                         | —                         | —                         | —                         | —                         | —                         | —                                 | ×                               | ×                         | —                         | —                         | —                         |
| Символ «—» означает, что песня отсутствовала в чарте; символ «×» означает, что чарт был неактивен. |                                   |      |                           |                           |                           |                           |                           |                           |                           |                           |                                   |                                 |                           |                           |                           |                           |

## Саундтреки
- Кинофильм «Зачарованная» (2007): песня «Вместе навсегда»
- Кинофильм «Невеста на заказ» (2008): песня «Ангел»
- Сериал «Универ» (228, 229 и 251 серии) (2011)
- Кинофильм «Ёлки 2» (2011): песня «Новый год» (feat. Ar.Qure)
- Сериал «Дневник доктора Зайцевой» (3, 7, 8 и 20 серии) (2012): песни «Why» и «Angel»
- Мультфильм «Снежная королева» (2012): песня «Это Новый год»[6]
- Сериал «Люди ХЭ» (16 серия) (2013): песня «Выбирать чудо»
- Музыкальное телешоу «Хит» (2013): песня авторства Анны Ушаковой «Пёрышко»
- Телесериал «Физрук» (2014): песни «Наедине», «Выбирать чудо», «Выше» и «Где ты, там я»
- Кинофильм «Джек Райан: Теория хаоса» (2014): песня «Воспоминание»
- Рекламный ролик «Avon» (2020): песня «Бай-бай, бывшие» (кавер «Посмотри в глаза»)
- Мультфильм «Кинди Кидс» (2020): песня «Вечеринка с друзьями»
- Музыкальное телешоу «Конфетка» (2024): песня авторства Анны Бронниковой «Облака»

## Видеоклипы
| Год  | Клип                                                             | Режиссёр                          | Альбом                            |
| ---- | ---------------------------------------------------------------- | --------------------------------- | --------------------------------- |
| 2009 | «Вою на луну»                                                    | Баходыр Юлдашев                   | Выбирать чудо                     |
| 2010 | «Не перебивай»                                                   | Баходыр Юлдашев                   | Выбирать чудо                     |
| 2010 | «Выбирать чудо»                                                  | Баходыр Юлдашев                   | Выбирать чудо                     |
| 2010 | «Plus Près (We Can Make It Right)» (совместно с Gilles Luka)     | Харви Кан                         | Ici Ensemble (альбом Gilles Luka) |
| 2011 | «Больно»                                                         | Павел Худяков                     | Выбирать чудо                     |
| 2011 | «Выше»                                                           | Баходыр Юлдашев                   | Выбирать чудо                     |
| 2012 | «Воспоминание»                                                   | Алексей Голубев                   | Объединение                       |
| 2012 | «Это Новый год»                                                  | Павел Владимирский                | Объединение                       |
| 2013 | «Наедине»                                                        | Сергей Перцев                     | Объединение                       |
| 2014 | «Леди N»                                                         | Александр Селиверстов             | Без альбома                       |
| 2014 | «Только»                                                         | Нателла Крапивина                 | Объединение                       |
| 2014 | «Цунами»                                                         | Баходыр Юлдашев                   | Объединение                       |
| 2015 | «Где ты, там я»                                                  | Сергей Солодкий                   | Без альбома                       |
| 2016 | «Целуй»                                                          | Сергей Солодкий                   | Без альбома                       |
| 2016 | «Попробуй… Почувствуй» (совместно с MBAND)                       | неизвестно                        | Без альбома                       |
| 2017 | «Тебя любить»                                                    | Илья Фанкформер                   | Без альбома                       |
| 2017 | «Не боюсь»                                                       | Сергей Солодкий                   | Без альбома                       |
| 2018 | «Ночь»                                                           | Сергей Солодкий                   | Без альбома                       |
| 2018 | «Goalie Goalie» (совместно с Arash, Pitbull & Blanco)            | Фарбод Хоштинат                   | Без альбома                       |
| 2018 | «Таю»                                                            | Владимир Беседин                  | Solaris Es                        |
| 2019 | «Я ищу его» (Mood Video)                                         | Инес Польских                     | Solaris Es                        |
| 2019 | «Между нами» (совместно с Артёмом Качером)                       | Юджин                             | Solaris Es                        |
| 2019 | «Между нами (Ice Lyrical Version)» (совместно с Артёмом Качером) | Инес Польских                     | Без альбома                       |
| 2020 | «Пьяные мысли»                                                   | Максим Соколов                    | Solaris Es                        |
| 2020 | «Дыши, люби, цени»                                               | Карина Кандел                     | Solaris Es                        |
| 2020 | «Mr. & Mrs. Smith» (совместно с Егором Кридом)                   | Александр Романов                 | 58 (альбом Егора Крида)           |
| 2021 | «Грязные танцы» (совместно с ЛСП)                                | Инес Польских и Лев Салиф         | Без альбома                       |
| 2021 | «Небо знает»                                                     | Александр Дмитриенко (Gex)        | Без альбома                       |
| 2024 | «Заново» (Mood Video)                                            | неизвестно                        | Без альбома                       |
| 2024 | «Bella Hadid» (совместно с Rakhim)                               | Михаил Кумаров и Рамзат Махаметов | Без альбома                       |
| 2024 | «Wrong Radio»                                                    | Инес Польских                     | Без альбома                       |
| 2024 | «Сильные девочки»                                                | Максим Ворончук                   | Без альбома                       |
| 2025 | «Не бойся» (Mood Video) (совместно с Rakhim)                     | неизвестно                        | Без альбома                       |
| 2025 | «Amore»                                                          | TBA                               | Без альбома                       |

### В клипах других исполнителей
| Год  | Клип                        | Режиссёр          | Исполнитель |
| ---- | --------------------------- | ----------------- | --- |
| 2009 | «Модный танец Арам-зам-зам» | Алексей Голубев   | Дискотека Авария |
| 2010 | «Дорога к счастью»          | Владимир Родионов | Различные артисты (А. Белов, А. Исмагилов, С. Мазаев, В. Молчанов, Л. Васильева, Е. Терлеева, И. Чёрт, В. Кристовский, Нюша, А. Беркут, А. Алёшин, А. Грановский, В. Пресняков, Ю. Николаев, О. Ховрин, А. Иванов, О. Кормухина, А. Маршал, А. Лефлер) |
| 2010 | «С Новым годом!»            | Юлия Иванова      | Звёзды МУЗа (Иракли, В. Пресняков, А. Чумаков, Ю. Ковальчук, A’Studio, Нюша, Винтаж) |
| 2011 | «Гимн МУЗ-ТВ»               | Алексей Голубев   | Звёзды МУЗа (В. Брежнева, М. Фомин, A’Studio, А. Лорак, А. Семенович, Блестящие, Д. Джокер, Нюша, Л. Кудрявцева, Банд’Эрос, Марта, С. Лазарев, Слава, Д. Билан)                                                                                        |
| 2013 | «Гимн телеканала Пятница!»  | неизвестно        | Различные артисты (Н. Медведева, Н. Дювбанов, Ф. Киркоров, Н. Басков, М. Аверин, А. Королёв, С. Пермякова, Лолита, Нюша) |
| 2015 | «Гимн RU.TV»                | неизвестно        | Различные артисты (Е. Крид, Тимати, ВИА Гра, А. Лорак, А. Седокова, A’Studio, Бьянка, А. Цой, MBAND, Глюк’oZa, Слава, Нюша) |
| 2015 | «Посмотри на меня»          | Сергей Солодкий   | MBAND |
| 2015 | «Эх лук-лучок»              | неизвестно        | Различные артисты (Ф. Киркоров, группа Фабрика, Ю. Караулова, Д. Билан, С. Лазарев, В. Брежнева, К. Орбакайте и др.) |
| 2016 | «Новый год с новой строчки» | неизвестно        | Различные артисты (MBAND, ST, Ю. Караулова, ВИА Гра, Burito, А. Воробьёв, М. Марвин, Е. Темникова, Ханна, Нюша) |
| 2018 | «Путеводная звезда»         | неизвестно        | Различные артисты (DJ Smash, Г. Лепс, Д. Билан, В. Дайнеко, A’Studio, П. Гагарина, Тимати, Нюша) |